# 麥克馬納斯冰川
69°28′S 71°27′W / 69.467°S 71.450°W
麥克馬納斯冰川（英語：McManus Glacier）是南極洲的冰川，位於亞歷山大一世島西北部，最終注入帕萊斯特里納冰川，在1975至1976年由英國研究隊測量，現時由南極條約體系管理。